# 8530 Коробоккур
8530 Коробоккур (8530 Korbokkur) — астероїд головного поясу, відкритий 25 жовтня 1992 року.
Тіссеранів параметр щодо Юпітера — 3,524.